# 子連れ狼 子を貸し腕貸しつかまつる
『子連れ狼 子を貸し腕貸しつかまつる』（こづれおおかみ こをかしうでかしつかまつる）は、1972年に公開された若山富三郎主演、三隅研次監督、勝プロダクション製作、東宝配給による日本映画。小池一夫・小島剛夕の漫画『子連れ狼』を原作とした初の映像化作品であり、大ヒットし、すぐに続編の製作が決定した。

## あらすじ
乳母車を押し、背に「子を貸し腕貸しつかまつる」と書かれた旗指物を背負い、街道を歩く子連れの元公儀介錯人・拝一刀はかつて、公儀介錯人の要職を狙う裏柳生一族に一子・大五郎を除く一族を惨殺されたうえ、公儀を呪詛する謀反人の汚名を着せられ、切腹を命じられた。その上意に逆らい、柳生の長子・備前、次子・蔵人を斬った一刀は、大五郎と共に冥府魔道に堕ちた刺客となって旅に出る。刺客・子連れ狼と呼ばれるようになった一刀親子は、壬生藩家臣・市毛刑部から刺客依頼を受け、藩政を壟断する奸臣・杉戸監物を斬るべく悪党共の巣くう郷森宿へ向かう。

## スタッフ
- 製作：勝新太郎、松原久晴
- 原作：小池一雄、小島剛夕
- 脚本：小池一雄
- 監督：三隅研次
- 助監督：辻光明
- 撮影：牧浦地志
- 音楽：桜井英顕
- 美術：内藤昭
- 録音：林土太郎
- 照明：美間博
- 編集：谷口登司夫[1][2]

## キャスト
- 拝一刀：若山富三郎（東映）
- 柳生備前守：渡辺文雄
- 柳生蔵人：露口茂
- 柳生烈堂：伊藤雄之助
- 杉戸監物：内田朝雄
- 市毛刑部：内藤武敏
- 戸波弾正：加藤嘉
- お仙：真山知子
- 拝大五郎：富川晶宏
- 拝薊：藤田佳子
- おみね：笠原玲子
- 官兵衛：関山耕司
- 紋之助：松山照夫
- 公儀正使：伊達三郎
- しがらみ丹波：波田久夫
- 尾見：守田学哉
- ナレーター：小林昭二
- 堀井：和崎俊也[1][2]

## 製作

### キャスティング
後半、お仙役で美乳を披露する真山知子は、1969年から始まった若山富三郎主演の『賞金稼ぎシリーズ』の第2作『五人の賞金稼ぎ』で、第1作のヒロイン・野川由美子のスケジュール調整が付かず、代わりのピンチヒッターとして初めて大役に抜擢された人で、若山からも「ファイトがあってものおじしない」と評価され、その後も若山主演作によく出た。

## 同時上映
- 若山の弟・勝新太郎主演の『座頭市御用旅』

## テレビ放映
2025年4月にBS松竹東急で「奇想天外！アクション時代劇「子連れ狼」シリーズ」全6作の一本として、4月7日に放送された際、冒頭に「この作品には、光が激しく点滅するシーン、長時間無音になるシーがあります。また、残虐なシーン及び児童および青少年の視聴に対して配慮が必要と思われる表現がありますが、作品の意図を尊重し、オリジナルのまま放送します。視聴の際は、十分なご配慮をお願いします。」と長めのテロップが流れた。